# Shōmu
Cesarz Shōmu (jap. 聖武天皇 Shōmu tennō; ur. 701, zm. 4 czerwca 756) – 45. cesarz Japonii według oficjalnej historiografii. Syn cesarza Mommu i Miyako Fujiwara (córki Fuhito Fujiwara). Objął tron po abdykacji swojej ciotki – cesarzowej Genshō w 724 roku. Abdykował w roku 749 na korzyść swojej córki cesarzowej Shōtoku, ale zachował wpływy w rządzie. Po ustąpieniu z tronu całkowicie poświęcił się religii.
W roku 724 cesarz zakazał stosowania kary śmierci w Japonii, lecz zniesienie tej praktyki trwało zaledwie kilka lat.
Cesarz Shōmu był żarliwym wyznawcą i propagatorem buddyzmu. W 743 roku ufundował budowę 16-metrowego posągu Dainichi Nyorai dla świątyni Tōdai-ji w Narze. W ówczesnym czasie było to przedsięwzięcie znacząco wyczerpujące budżet państwa. Już jako były cesarz w 752 roku osobiście dokonał ceremonii otwarcia oczu, czyli konsekracji posągu i namalowania źrenic. Po jego śmierci pod posągiem buddy na głębokości 45 cm zakopano dwa miecze cesarza – Yohoken i Inhoken.
Dokonał degradacji statusu pewnych członków własnego rodu z powodu wichrzycielstwa i rywalizacji wśród pretendentów do tronu. W wyniku tej degradacji z linii rodu cesarskiego wyłoniły się rody Minamoto, Taira i Tachibana.
W roku 740, za namową Moroe Tachibana, przeniósł dwór cesarski z ówczesnej stolicy w Heijō-kyō do Kuni-kyō, gdzie pozostał do roku 744. W 744 roku przez pewien czas dwór cesarski pozostawał w Naniwa, a następnie w Shigaraki. W roku 745 pod naciskiem opinii publicznej, stolicą kraju wyznaczył ponownie Heijō-kyō.
W 741 roku wydał edykt nakazujący budowę w każdej prowincji dwóch buddyjskich klasztorów: męskiego i żeńskiego, a także nakazał czytanie sutry Złotego Blasku, która miała chronić kraj od wszelkiego zła.
W 743 roku wyłączył nowo zagospodarowane ziemie spod systemu przydziałów (kubunden; ziemie przydzielane obywatelom, z których dochody były opodatkowane przez władze) i zezwolił na wieczyste ich użytkowanie przez zagospodarowującego. Przez to rozporządzenie złamana została fundamentalna zasada publicznej własności ziemi wdrożona w kodeksie Taihō.
Małżonka Shōmu – cesarzowa Kōmyō – podobnie jak mąż, była propagatorem buddyzmu. Ufundowała m.in. świątynie Hokke-ji i Shin-Yakushi-ji w Narze.